# Sa Torre (urbanització)
Sa Torre és una urbanització costanera al terme municipal de Llucmajor. Situada entre les urbanitzacions de Badia Blava i Maioris Décima, dins terrenys que feien part de la possessió de Sa Torre. Hi ha construïdes cases unifamiliars aïllades i apartaments.